# Educació en línia
S'entén per educació en línia a aquella en la qual els docents i estudiants participen en un entorn digital a través de les noves tecnologies i de les xarxes de computadores, fent ús intensiu de les facilitats que proporciona Internet i les tecnologies digitals.
No obstant això, és important esmentar que "l'educació en línia" és un concepte complex que en la seva realitat escapa a definicions simples i que per tant no existeix per si mateixa, és un concepte que ha de ser consensuat i construït entre els actors educatius involucrats. Els antecedents de l'educació en línia són molt recents, es comença a gestar amb el desenvolupament del correu electrònic (aproximadament el 1972), butlletins electrònics i els grups de discussió electrònica o News Groups (1979), no obstant això va ser amb el desenvolupament d'internet i els navegadors gràfics a partir de 1993 que l'educació en línia es va anar conformant amb les possibilitats actuals."
D'altra banda, "les publicacions que descriuen l'educació en línia i els cursos a través d'Internet s'estan desenvolupant i creixent actualment en taxes molt altes i les possibilitats d'ús per a tothom es veurà en els propers anys. La literatura de l'educació a distància per a cursos on s'usa correspondència, vídeo, la transmissió per televisió i per satèl·lit, no necessàriament descriuen el procés inclòs en els cursos en línia (Schrum, 1998). Un desenvolupament històric de l'educació en línia i una anàlisi del desenvolupament històric d'Internet i les seves connexions han d'existir per entendre com i perquè ha crescut tan ràpid."
Nota: Per poder aclarir amb major precisió les diferències que pot tenir el concepte d'educació en línia i el d'educació a distància podem recórrer a altres fonts com el quadre comparatiu elaborat per wikimedia.org

## Introducció
Actualment el món està experimentant canvis essencials en tots els àmbits del quefer humà, un d'ells és l'accés al coneixement. "El desenvolupament tecnològic permet avui dia accedir a grans recursos d'informació, processar-los i transformar-los per servir de suport a la intel·ligència i memòria de les persones. la tecnologia està canviant radicalment les formes de treball, els mitjans a través dels quals les persones es comuniquen i aprenen, i els mecanismes amb què accedeixen als serveis que els ofereixen les seves comunitats: transport, comerç, entrenament i gradualment també, l'educació, en tots els nivells d'edat i professió".
Avui dia, la tecnologia s'ha incorporat a l'àmbit educatiu, és a dir, ja s'explica com un camp d'estudi que va prendre cos als Estats Units d'Amèrica del Nord fonamentalment a partir dels anys quaranta. La primera referència que trobem és en el camp formatiu amb els cursos dissenyats per a especialistes militars recolzats en instruments audiovisuals, impartits en la Segona Guerra Mundial, des d'aquest moment apareix la tecnologia educativa com a matèria en el currículum d'estudis d'Educació Audiovisual de la Universitat d'Indiana en 1946.
El desenvolupament de la informàtica en els anys seixanta consolida la utilització d'ordinadors amb finalitats educatives, concentrant-se en l'ensenyament assistit per computadores, així mateix amb l'aparició de les computadores personals aquesta opció va prendre dimensions majors; per als anys vuitanta arriben sota la denominació de noves tecnologies de la informació i la comunicació renovades opcions que estan recolzades en el desenvolupament de màquines i dispositius dissenyats per emmagatzemar, processar i transmetre de manera flexible grans quantitats d'informació.
Davant de constants canvis, és evident que la tecnologia i l'educació s'han anat complementant, és a dir, que ara com ara i en l'àmbit educatiu ja existeixen modalitats educatives que es desenvolupen completament al marge de la tecnologia que la societat gestiona i utilitza dia a dia, encara que la tecnologia no hagi estat creada amb finalitats pedagògiques, el camp educatiu s'ha vist en la necessitat i l'obligació d'adaptar-les a les exigències i peculiaritats dels processos educatius, de tal manera que s'ha respost integrant les tecnologies al món educatiu. "No podem restar impassibles davant d'aquest fenomen i esperar que els alumnes hagin de conèixer les possibilitats d'aquestes tecnologies pel seu compte fora del context escolar".

## Desenvolupament
Si bé alguns autors, com García Aretio,
consideren que es tracta d'una evolució de l'educació a distància que es recolza en recursos digitals per desplegar els processos d'ensenyament i aprenentatge utilitzant eines pròpies de les tecnologies de la informació i la comunicació (TIC), per a altres pedagogs l'educació en línia és una modalitat amb característiques pròpies que es diferencia tant de l'educació a distància com de l'educació presencial. Des d'aquesta perspectiva, l'educació en línia és caracteritzada com un model pedagògic que promou, mitjançant l'ús de tecnologies digitals, ambients propicis per al diàleg i activitats grupals buscant afavorir, fins i tot, la creació de vincles interpersonals entre els participants. D'aquesta manera, s'entén que les propostes d'educació en línia —usualment implementades a través de plataformes o entorns digitals per a la gestió de cursos (coneguts com a Learning Management System)— inclouen activitats pedagògiques que per a la seva realització requereixen que els estudiants col·laborin entre si treballant de forma conjunta. Aquesta col·laboració entre alumnes es produeix sense que intervinguin trobades presencials i és possible a partir dels diàlegs sincrònics i asincrònics que es produeixen a través de les eines de comunicació telemàtica, generalment, incloses al mateix programari sobre el qual es desenvolupa el curs i que tendeixen a promoure la documentació automàtica dels intercanvis entre els participants.

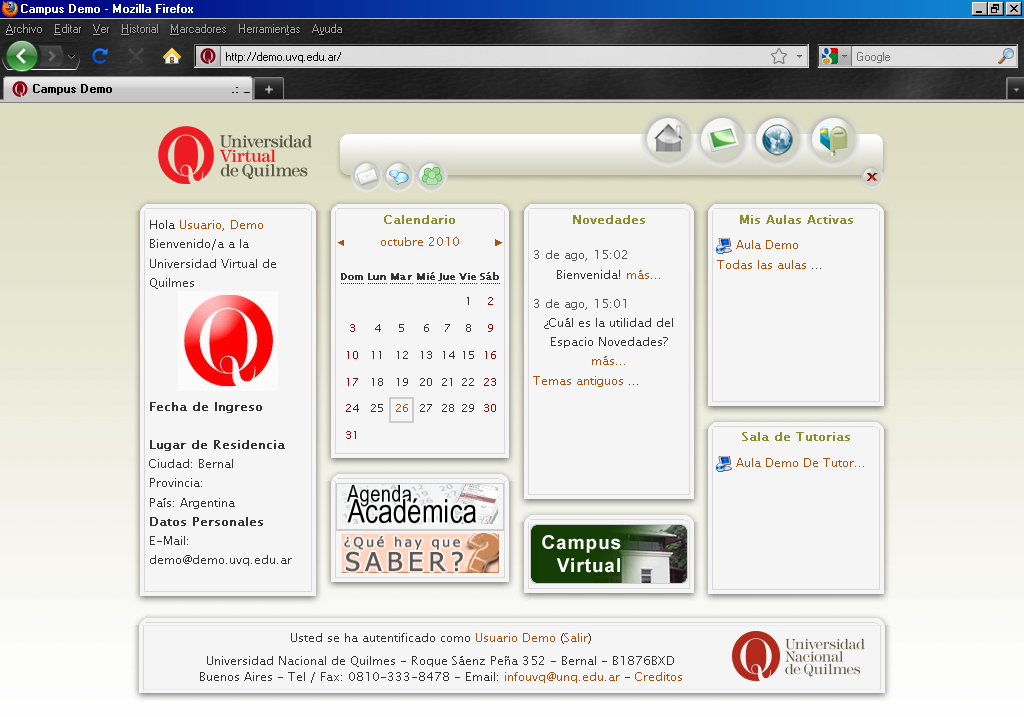
Campus virtual per a carreres en línia de la UNQ.

D'aquesta forma, s'assenyala també que mentre que a l'educació a distància l'ensenyament es recolza principalment en la distribució de materials didàctics (digitalitzats o en altres formats no digitals) a l'educació en línia són fonamentals les activitats que els estudiants han de resoldre per aprendre.
En l'actualitat, l'educació en línia està convertint-se en una opció accessible per cursar estudis de batxillerat, universitaris i d'especialització o postgrau per a aquelles persones que per la seva ubicació geogràfica o per qüestions laborals els resulta molt difícil acudir a una institució presencial, a més de ser una estratègia educativa basada en l'aplicació de tecnologia a l'aprenentatge sense limitació de lloc, temps, ocupació o edat dels estudiants. Amb el temps el camp d'aquesta disciplina s'ha professionalitzat cada vegada més fins a abastar no sol estudis formals, sinó també cursos d'actualització i capacitació laboral en múltiples professions i oficis.
Alguns trets fonamentals d'aquesta modalitat són:
- La immersió d'alumnes i estudiants en un entorn digital a través del qual interactuen mentre transcorren els processos d'aprenentatge
- L'ús pedagògic de les Tecnologies de la Informació i Comunicació
- La inclusió d'activitats que proposen treball col·laboratiu entre els estudiants
- La utilització de materials didàctics en diversos formats digitals

## Entorns tecnològics per a educació en línia

Logo de Moodle, una de les plataformes de Learning_Management_System de distribució lliure més difoses en l'actualitat.

L'educació en línia sol implementar-se a través d'entorns o plataformes digitals Entre les eines més utilitzades estan els Sistemes de Gestió d'Aprenentatge o LMS (Learning Management System, per les seves sigles en anglès).
Un LMS és un programari basat en un servidor web que ofereix mòduls per als processos administratius i de seguiment que calen per a un sistema d'ensenyament. Aquests sistemes compten amb mòduls administratius que permeten, entre altres coses, configurar cursos, matricular alumnes, registrar professors, i assignar qualificacions. Les plataformes ofereixen paquets d'eines vinculades a diferents dimensions comunicacionals, com correu electrònic, xat, fòrums, wikis i bases de dades, sobre les quals poden desplegar-se diferents tipus d'activitats, tant grupals com individuals.
Entre els LMS, Moodle és una de les plataformes de distribució lliure més difosos en l'actualitat, especialment en l'àmbit universitari. No obstant això, existeixen també altres plataformes de LMS de programari lliure per al desenvolupament de projectes d'educació en línia tals com ILIAS, ATutor, Claroline, Dokeos, Projecte Sakai, Chamilo i SWAD. Entre els LMS de programari propietari poden esmentar-se les següents plataformes: Catedr@, Desire2Learn, eCollege, Fronter, Saba Learning, WebCT i Blackboard.
Es pot promoure la tecnologia basada en la instrucció (instructional-based technology -IBT). Els avanços en tecnologia i eines tals com la Comunicació Mediada per Ordinador (CMC), els sistemes de gestió d'aprenentatge (Learning Management Systems- LMS), els sistemes de gestió de cursos (Course Management Systems -CMS), i les e-plataformes, així com l'ampli abast de la Internet a causa dels avanços en la connectivitat i cobertura, han donat lloc a l'educació en línia.
La disponibilitat generalitzada de les noves tecnologies interactives de la informació i la comunicació obre una immensa quantitat de possibilitats que es concreten en el desenvolupament de nous models pedagògics en la formació a distància. Tradicionalment basada en l'activitat de l'alumne sobre materials impresos estandarditzats, les noves tecnologies enriqueixen la formació a distància amb la possibilitat no només de difondre informació de manera barata i eficient, sinó de dotar als participants (professors, alumnes, experts, etc.) d'eines maquinari/programari per a la comunicació personal i grupal que reforcin l'acció tutorial i l'aprenentatge col·laboratiu.
D'entre les noves tecnologies de la informació i la comunicació, la que més ha impactat en tots els sectors socials, culturals i económics en els últims anys ha estat la de les xarxes informàtiques i, especialment, Internet. Es calcula que a la fi de 1997 Internet unia més de 75 milions de persones de tot el món. Universitats, centres de recerca, institucions privades, organismes públics, empreses i particulars participen d'una experiència tecnològica i social inèdita en la història de la humanitat: Internet és el primer mitjà de comunicació de masses bidireccional.
Internet encarna una utopia comunicativa en la qual tota la informació està a l'abast de qualsevol persona, en qualsevol moment i en qualsevol lloc, una comunitat virtual que pot comunicar-se sense, pràcticament, una altra limitació que la seva imaginació. No obstant això, la Internet real s'ha desenvolupat al nivell actual gràcies a les expectatives de beneficis econòmics de molts dels participants en el joc: un enorme i nou mercat de béns i serveis. Però al costat d'aquests interessos econòmics, Internet és l'escenari d'altres activitats: informar i prestar serveis als ciutadans, difondre idees i pensaments, comunicar amb altres persones i, evidentment, educar.
Internet com a "espai" educatiu:
Una manera d'explicar les possibilitats d'Internet com a mitjà de comunicació és conceptualitzar-la com un conjunt d' "eines" i d' "espais" en els quals comunitats d'éssers humans amb interessos comuns interactuen i intercanvien informació (December, 1995):
* Espais per a la comunicació síncrona i asíncrona individu-individu o individu-grup.
* Espais per a la interacció i l'activitat social.
* Espais per a la informació, per a la distribució, cerca i recuperació d'informació en qualsevol format digital.
* Espais per a l'educació i la formació.

## La docència a l'educació en línia
Per vincular els seus orígens amb l'educació a distància, els docents que treballen en cursos d'educació en línia, solen rebre el nom de tutors, ja que la seva funció primordial és la d'acompanyar i assistir a l'estudiant al llarg del seu procés d'aprenentatge en el context d'un programa que manca d'un espai de físic com a l'educació presencial. Per les característiques generals de l'educació en línia, el paper que el docent / tutor sol assumir inclou una sèrie de funcions que, depenent del curs, poden variar en el seu nivell de complexitat. Per descriure les seves funcions, la bibliografia especialitzada sol considerar les següents dimensions:

### La dimensió social
A l'educació en línia, els espais socials són molt importants per a l'enfortiment dels vincles grupals, aspecte clau que tindrà gran importància pedagògica posat que és un requisit previ per al desenvolupament del treball col·laboratiu. Així, el tutor/docent té la responsabilitat de crear un clima de llibertat i confiança entre tots els participants en general i cap a ell en particular. Això presenta la possibilitat de fer un seguiment personalitzat de l'alumne on s'hi puguin preveure situacions molt específiques, ajustades a la particularitat de cada estudiant.
Generar un equilibri saludable entre l'ambient o context on es desenvolupa el procés d'aprenentatge, l'estudiant(s) i el docent/tutor per assegurar que tots els estudiants estan progressant, almenys, en els objectius del pla d'estudis requerits.

### La dimensió acadèmica
El tutor/docent necessita conèixer els continguts no solament per respondre consultes sinó per a poder reconèixer els debats emergents i assumir una moderació conceptual dels espais de debat. Aquesta funció és molt important perquè promou l'intercanvi d'idees que fan possible la construcció del coneixement a través del diàleg i la participació dels estudiants.

### La dimensió organitzativa
Les funcions de la dimensió organitzativa, requereixen que el tutor/docent conegui la seqüència didàctica a fi d'orientar als alumnes en relació als acords necessaris per sostenir un ritme de treball apropiat. També és important que el tutor/docent pugui ser un referent amb relació a les pautes i codis establerts per la institució en la qual s'emmarca el curs, a fi de promoure un clima de treball propici.

### La dimensió orientadora
Potser aquesta dimensió sigui la que més reflecteixi la funció tradicional del tutor, heretada dels formats de l'educació a distància. Acompanyar al llarg de procés d'aprenentatge, d'acord amb les necessitats que es van presentar, requereix un docent/tutor atent a l'heterogeneïtat pròpia d'aquests contextos d'aprenentatge. Entre aquestes funcions de guia i orientació, s'agrega a més, la importància de facilitar tècniques de treball intel·lectual per a l'aprenentatge en xarxa, oferir recomanacions públiques i/o privades que resultin constructives per a la qualitat dels aprenentatges, promoure un ritme adequat de treball, motivar, mantenir informats als alumnes sobre els seus progrés.
Altres funcions a realitzar, com assenyalen Hew, K. F., & Cheung W. S., són "mantenir la discussió a l'aula, ajudant als estudiants a superar dificultats tècniques, a utilitzar la plataforma i a remoure la curiositat per a resoldre problemes en iniciar una discussió." (Hew i Cheung, 2008)

### La dimensió tècnica
El docent/tutor acompanya als estudiants, assegurant-se que comprenen la dinàmica de l'espai digital. D'aquesta forma, es disposa a atendre consultes, encara que, a vegades, aquestes hagin de ser derivades a la taula d'ajuda tecnològica. No s'espera que el tutor/docent sigui un expert, però sí amb capacitat suficient per resoldre qüestions menors i disposar de criteri. Des d'aquesta dimensió tècnica, s'identifica també una sèrie d'activitats que el tutor hauria d'assumir: assegurar-se que els alumnes comprenen el funcionament tècnic del campus en línia; aconsellar i orientar; gestionar l'aprenentatge en xarxa; realitzar activitats formatives específiques (administrar tutorials, si cal); estar atent a les modificacions que calen en l'entorn i estar en contacte amb l'administrador del sistema.
Repositoris d'Ensenyament:
La preocupació és on queda l'elaboració de material didàctic, per al treball en plataforma; els assessors dedicats en aquesta modalitat tenen el compromís d'elaborar cada semestre una cerca de recursos digitals que englobi en un treball pedagògic, la utilització de tecnologia en relació amb continguts, l'elaboració d'activitats creatives que portin l'alumne-usuari a desenvolupar i crear coneixement significatiu.
Els estàndards nacionals ens assenyalen que els docents són creadors, promotors, modeladores, dissenyadors, adaptadors, desenvolupadors, enriquidors i altres, no obstant això totes les característiques assenyalades quedarien enriquides amb experiències d'ensenyament compartides

## L'experiència de l'estudiant en línia
Si bé existeixen cursos d'educació en línia en diversos formats i nivells, l'oferta educativa en línia per a l'ensenyament universitari és la més important actualment i prové tant d'universitats públiques com privades, oferint en el seu conjunt una àmplia oferta educativa tant per a la formació de grau com per a la formació de postgrau, existint fins i tot institucions que imparteixen cursos en aquesta modalitat de forma exclusiva. I si bé per les seves característiques, conforma una oportunitat de formació més accessible (tant per la seva flexibilitat en termes de sincronicitat com pels seus costos més baixos), és important tenir en compte que ser estudiant en un curs d'educació en línia exigeix certes habilitats socials i tecnològiques pròpies de la modalitat.
Perrenud anomena "ofici d'alumne" al currículum ocult que produeix aprenentatges implícits en una determinada modalitat d'ensenyament. Així, en el context de l'educació en línia l'alumne haurà d'adquirir també un ofici particularment relacionat amb certes competències tals com l'organització autònoma de temps propi, la interacció en diferents nivells de privadesa, el diàleg constructiu teòric-pràctic i l'aprenentatge entre iguals amb la perspectiva d'afavorir una genuïna construcció col·laborativa del coneixement.
La Tecnologia Educativa com a disciplina pedagògica ha d'establir un pas entre les teories instruccionales basades en el conductisme, ha recuperar els elements dels nous paradigmes de les ciències socials i els elements crítics del curriculum, passar de la construcció de materials que solament presentin informació al desenvolupament d'objectes d'aprenentatge basats en seqüències de l'aprenentatge.
L'ús d'instruments tecnològics són un excel·lent suport per a l'alumne quan estan plantejats perquè generi el seu propi coneixement i desenvolupi estratègies d'aprenentatge autònom. Lamentablement en moltes ocasions es valora més l'instrument que el procés de l'alumne, com si el material que té un valor econòmic més alt sigui més funcional educativament.
No es pot deixar de costat la idea d'utilitzar les TIC per ensenyar, però tampoc podem bolcar-nos a una inèrcia d'utilitzar-les de manera acrítica i que no consideri els elements del context i les necessitats de l'alumne, la institució i de la seva societat, ja que solament així es crearan materials de qualitat.
Finalment, la responsabilitat dels qui usen materials didàctics no està solament en els seus processos de disseny i producció, sinó també en l'ús que se li donin per al compliment dels objectius i dels resultats d'aprenentatge que es desitgin obtenir.
Salmon descriu una sèrie d'etapes a través de les quals els participants d'un curs d'educació línia van enfrontant desafiaments successius, partint del moment en què s'inicia el curs fins que el participant és capaç d'extrapolar la seva experiència potenciant simultàniament l'habilitat per a la interacció i el seu nivell d'autonomia:
1. Accés: l'estudiant ha d'aconseguir accedir i superar les dificultats tècniques de l'entorn per familiaritzar-se amb l'entorn digital.
2. Identitat: l'estudiant desenvolupa la seva identitat en línia i reconeix introlocutors dins de l'entorn.
3. Interacció: l'estudiant aconsegueix interactuar amb altres participants a iniciativa pròpia.
4. Col·laboració: l'estudiant aconsegueix relacionar-se amb uns altres per treballar de forma col·laborativa.
5. Extrapolació: l'estudiant és capaç d'extrapolar la seva experiència personal a altres formes d'aprenentatge.
6. Estudiar al teu propi ritme.
7. Utilització d'estratègies per a l'administració del temps emprat en la cerca d'informació.

En l'entorn virtual d'aprenentatge, els participants deixen de ser alumnes per a convertir-se en estudiants, deixant enrere l'aprenentatge passiu i dirigit. D'aquesta manera es converteixen en agents actius del seu propi aprenentatge, aplicant autonomia i maduresa.
A continuació trobarem les experiències d'un estudiant en línia.
1. Responsabilitat: Encara que l'estudiant pot entrar a la plataforma a qualsevol hora, ha de fixar un horari d'estudi i respectar-lo.
2. Accés al coneixement de forma compartida mitjançant la construcció i reconstrucció de processos cognitius.
3. Despertar la curiositat científica dels estudiants per motivar-los a la recerca
4. Competències personals.
5. Consciència de les actituds, destreses, habilitats i estratègies pròpies.
6. L'aprenentatge entre iguals enriqueix el procés cognitiu i de desenvolupament.
7. El treball col·laboratiu no solament enriqueix el propi coneixement, sinó que també enforteix l' "aprendre a aprendre".
8. Satisfacció en saber que no s'inverteix els mateixos diners.
9. Motivació ja que no existeix un limit d'edat per seguir estudiant.
10. Aprofita la tecnologia al màxim, resultant ser la millor eina en l'actualitat.
11. Permet la formació contínua en cada estudiant.
12. Permet equilibrar jornades d'estudi i jornades laborals.
13. Flexibilitat horaria per fer tasques.

## Bones pràctiques d'ensenyament a l'educació en línia
Henry i Meadows sistematitzen una sèrie de principis per al disseny de propostes educatives en línia. Es recomanen, d'aquesta forma, certes pràctiques d'ensenyament i criteris pedagògics que podrien ser considerats indicadors d'excel·lència per a la modalitat:
1. El món en línia és un mitjà en si mateix: el format digital suposa un entorn que posseeix característiques pròpies. No es tracta, simplement, de traduir una classe presencial a un entorn virtual (per exemple, gravant una classe en vídeo i publicant-la) perquè l'efecte no seria el mateix que en un entorn físic, ja que, en un entorn en línia, la comunicació es produeix d'una manera completament diferent.
2. Al món en línia, "contingut" és un verb: l'aprenentatge ja no està basat en l'adquisició d'informació, sinó en un conjunt de tasques i activitats que conformen les experiències d'aprenentatge que l'estudiant realitzarà a fi d'aconseguir els objectius del curs.
3. La tecnologia és un vehicle i no una destinació: l'aplicació intel·ligent de recursos tecnològics, afavoreix que l'ús dels recursos sigui més ajustada als objectius del curs.
4. Els bons cursos en línia són definits per l'ensenyament, no per la tecnologia: la tecnologia ha de tenir sentit pedagògic, és a dir, ha d'estar al servei del que s'espera que els alumnes aprenguin.
5. El sentit de comunitat i presència social són essencials per aconseguir l'excel·lència: construir una comunitat a la qual els estudiants sentin pertànyer, afavoreix un millor procés d'aprenentatge.
6. L'excel·lència requereix múltiples àrees d'experiència: per implementar un curs d'educació en línia no n'hi ha prou amb el desenvolupament de continguts, això és important però també és necessari tenir en compte altres aspectes com els tecnològics i socials.
7. Una interfície magnífica no salvarà un curs pobre, però una interfície pobra podrà destruir un curs potencialment magnífic: els estudiants en línia necessiten trobar els recursos i situar-se en l'espai digital per poder relacionar-se amb els seus tutors i companys. La interfície mai ha d'obstaculitzar aquests processos perquè d'aquesta forma, impediria que el curs pogués portar-se a terme. I en aquest sentit, el tutor ha d'acompanyar als estudiants al llarg del procés.
8. L'excel·lència és el resultat de l'avaluació i el refinament continus: un curs pot millorar-se rellevant informació que permeti realitzar ajusts.
9. De vegades no és necessari implementar un gran desplegament de recursos: un exemple oportú, un correu personalitzat enviat pel tutor, un vídeo concís, un arxiu d'àudio, etc. poden tenir un impacte molt favorable en els estudiants i fer del curs íntegrament una proposta més interessant.

## Avantatges de l'educació en línia
És possible que una de les raons que expliqui l'auge actual de propostes d'educació en línia sigui la insuficient cobertura de les institucions d'educació superior. Moltes institucions educatives han incorporat tecnologies de la informació i comunicació, principalment per millorar els processos d'ensenyament-aprenentatge i oferir cursos en aquesta modalitat.
El format de l'educació en línia permet que estudiants i professors regulin la seva dedicació a la proposta en termes de flexibilitat espacial i temporal. Si bé en les propostes d'ensenyament formals s'estableixen terminis estrictes per als lliuraments de treball, la asincronicitat permet una gestió més eficient del temps personal, encara quan això involucri realitzar treballs grupales amb altres companys en condicions semblants evitant pèrdues de temps per viatges o trasllats.
Entre els avantatges de l'educació en línia, podrien esmentar-se:
1. Obertura: s'amplia l'accés a la formació reduint-se, especialment, les barrera geogràfiques.
2. Flexibilitat: la possibilitat de la comunicació asíncrona i ubiqua afavoreix l'autogestió dels temps de dedicació.
3. Eficàcia: aquestes propostes promouen el desenvolupament de l'autonomia de l'alumne perquè sigui capaç de gestionar el seu propi procés d'aprenentatge.
4. Acompanyament personalitzat: centrada en l'activitat de l'alumne, els tutors d'aquesta modalitat assisteixen als estudiants realitzant un seguiment personalitzat, fins i tot quan les tasques involucren treball grupal.
5. Economia: Es redueixen les despeses vinculades a l'ús d'espais i materials físics així com trasllats.
6. Construcció d'una comunitat d'aprenentatge: el grup d'estudiants conforma una comunitat en la mesura en què la modalitat promou el debat i el diàleg de manera que, a través de la participació, l'estudiant desenvolupa un sentiment de pertinença que encoratja el seu procés d'aprenentatge
7. Alternativa d'educació per a persones que pel seu treball o altres activitats no han pogut estudiar ni inscriure's a un mètode escolaritzat de temps complet.
8. Assessorament: Comptar amb una assessora / tutora perquè els guiï i aconselli sobre el curs.

## Brindar un aprenentatge de qualitat utilitzant la tecnologia.
Amb l'educació en línia l'oferta educativa s'ha ampliat; sobretot, a les universitats, doncs cada vegada s'utilitza més aquesta modalitat. Els estudiants es veuen compromesos a obtenir nous coneixements sobre computació i avanços tecnològics, la qual cosa li brinda autonomia, ja que s'adapta a les seves pròpies necessitats, brindant oportunitats per millorar les seves febleses, amb això enforteix el seu aprenentatge i àmplia els seus coneixements a través de la lectura avantguardista.

## Educació a distància VS MOOC
Conjuntament amb l'avançament tecnològic a gran escala i l'educació informal, existeixen els anomenats Cursos Oberts i Massius en Línia o pel seu acrònim en anglès Massive Open Online Course (MOOC) on a diferència de l'educació presencial i l'educació a distància, l'aprenentatge no está centrat en el professor o en l'alumne, respectivament, sinó que està centrat en els materials didàctics, usualment vídeo-lectures.
Atès que aquest tipus de cursos permet l'accés a milers d'estudiants, no és possible que un docent o expert en la matèria avaluï l'acompliment dels estudiants, és a dir, és summament complicat que existeixi una interacció professor-estudiant, solament és possible la revisió automàtica i el suport entre iguals. Donada aquesta circumstància, els cursos que són acreditats sota aquesta modalitat manquen d'un valor curricular.
En algunes ocasions, atès que els MOOC són presos a través d'una computadora o dispositiu mòbil (telèfon intel·ligent o tableta electrònica) amb connexió a Internet, se sol considerar als MOOC com a sinònim d'educació a distància, no obstant això com esmenta Literat (2015), donades les seves peculiaritats més que sinònims, els MOOC són un tipus molt específic d'educació a distància.

## L'educació virtual corporativa
Sens dubte, els avantatges que l'educació virtual han aconseguit al món corporatiu, brindant-li un mitjà de capacitació capaç d'impactar a un gran nombre d'empleats, en un breu espai de temps i amb costos molt menors que els oferts per la capacitació tradicional, tenint com a objectius l'increment de la productivitat, l'augment de la competitivitat i l'agregació de valor tant a la persona com a l'empresa.
La creació d'universitats corporatives és a dir, les universitats a càrrec d'alguna empresa, tenen com a objectiu generar una formació homogènia en la qual es transmeti amb eficàcia l'estratègia d'aquesta, tot generant els següents beneficis: :
- Recolza la formació contínua dels empleats de manera ràpida, consistent i eficaç.
- Incrementa la productivitat dels empleats
- Redueix les despeses de la capacitació
- Recolza la fidelització dels empleats, ja que la formació es considera un incentiu.
- Permet reduir els temps d'adaptació d'un empleat
- Els canvis en polítiques o sistemes, poden fer-se amb major velocitat.
- Recolza la creació de comunitats entre els grups participants (empleats, proveïdors, socis, etc.)